# 歌川豊久
歌川 豊久（うたがわ とよひさ、生没年不詳）とは、江戸時代の浮世絵師。

## 来歴
歌川豊春の門人。歌川の画姓を称し梅花亭と号す。江戸の人で堺町（現在の日本橋人形町三丁目）に住む。作画期は享和から文化の頃にかけてで、文化のころに組上げの灯籠絵を多く描いたという。作は錦絵と肉筆画が知られる。

## 作品
- 「松葉屋内染川　ふたは みとり」　大判錦絵
- 「風流浮絵両国之図」　大判錦絵
- 「江戸大芝居之図」　横大判錦絵
- 「富士牧狩之図」　大判錦絵　石川県立美術館所蔵
- 「組上絵 八岐大蛇退治」　大判錦絵
- 「江戸の組上とうろふ」　大判錦絵　※和泉屋市兵衛版
- 「新板糸細工」　大判錦絵
- 「二美人と子供」　紙本着色　光記念館所蔵　※「豊久」の白文方印と印文不明の朱文方印あり（落款なし）。那須ロイヤル美術館（小針コレクション）旧蔵